# Gruson
Gruson település Franciaországban, Nord megyében. Lakosainak száma 1223 fő (2022. január 1.). Gruson Chéreng, Cysoing, Anstaing, Baisieux, Bouvines, Camphin-en-Pévèle és Sainghin-en-Mélantois községekkel határos.

## Népesség
A település népességének változása:
| Lakosok száma | 1145 | 1143 | 1240 | 1309 | 1288 | 1267 | 1246 | 1237 | 1223 |
|               | 2013 | 2015 | 2016 | 2017 | 2018 | 2019 | 2020 | 2021 | 2022 |